# Rajendra Pachauri

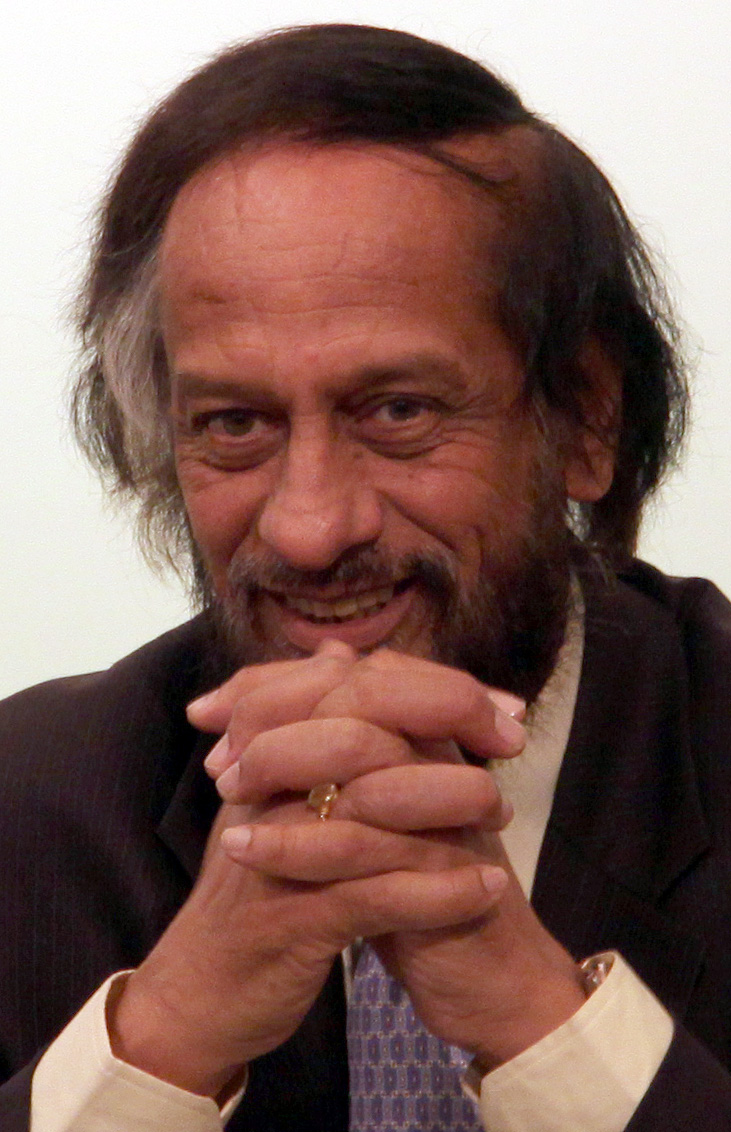
Rajendra Pachauri, foto door Michail Jevstafjev.

Rajendra Kumar Pachauri (Nainital, India, 20 augustus 1940 - New Delhi, 13 februari 2020) was een Indiaas econoom.
Hij was van 2002 tot februari 2015 voorzitter van het Intergovernmental Panel on Climate Change (IPCC) van de VN. Pachauri was directeur-generaal van het Energy and Resources Institute (TERI) in New Delhi, een instelling die research doet naar duurzame ontwikkeling en het gebruik ervan promoot. Hij was ook decaan van de TERI University. Hij was een strikte vegetariër, gedeeltelijk omwille van zijn hindoegeloof en gedeeltelijk omwille van de ecologische impact van de vleesindustrie.

## Opleiding en carrière
Pachauri ging naar het La Martiniere College in Lucknow en het Indian Railways Institute of Mechanical and Electrical Engineering in Jamalpur, Bihar. Hij begon zijn professionele carrière bij Diesel Locomotive Works in Varanasi, waar hij verschillende managementposities bekleedde. Pachauri volgde ook les aan de North Carolina State University in Raleigh, waar hij in 1972 een master industrieel ingenieur behaalde. Hij behaalde er ook een doctoraat industrieel ingenieur en een doctoraat in de economie. Van augustus 1974 tot mei 1975 werkte hij er als assistent-professor en later (tijdens de zomers van 1976 en 1977) werkte hij als een aan de faculteit verbonden gastdocent op het departement Economie en Business.
Pachauri was verbonden aan een groot aantal academische en andere onderzoeksinstellingen. Hij zat in de raad van bestuur van de Indian Oil Corporation (van januari 1999 tot september 2003) en in de raad van bestuur van GAIL (India) Ltd. (van april 2003 tot oktober 2004) en van de National Thermal Power Corporation (van augustus 2002 tot augustus 2005).

## Prijzen en erkenningen

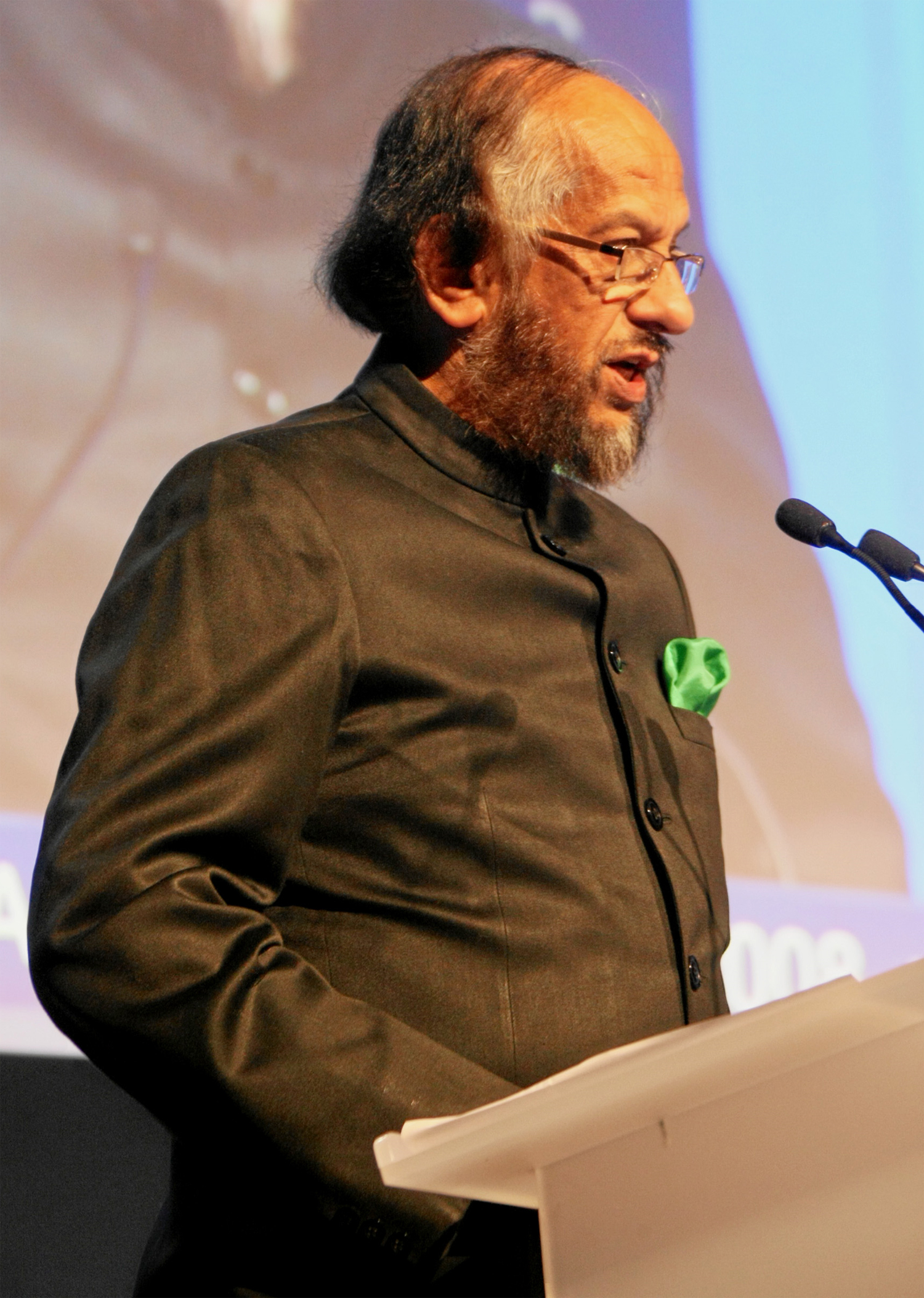
Rajendra Pachauri

Op 12 oktober 2007 kreeg het door Pachauri voorgezeten Intergovernmental Panel on Climate Change samen met voormalig vicepresident van de VS en prominent milieuactivist Al Gore de Nobelprijs voor de Vrede toegekend.

Op 14 juli 2008 werd hem de titel van UNIDO Goodwill Ambassadeur toegekend.

Als waardering voor zijn werk kreeg Pachauri verder ook de prestigieuze Padma Bhushan van de Indische staat en werd benoemd tot ‘Officier in het Légion d'honneur’ in Frankrijk.